# 魯德尼察

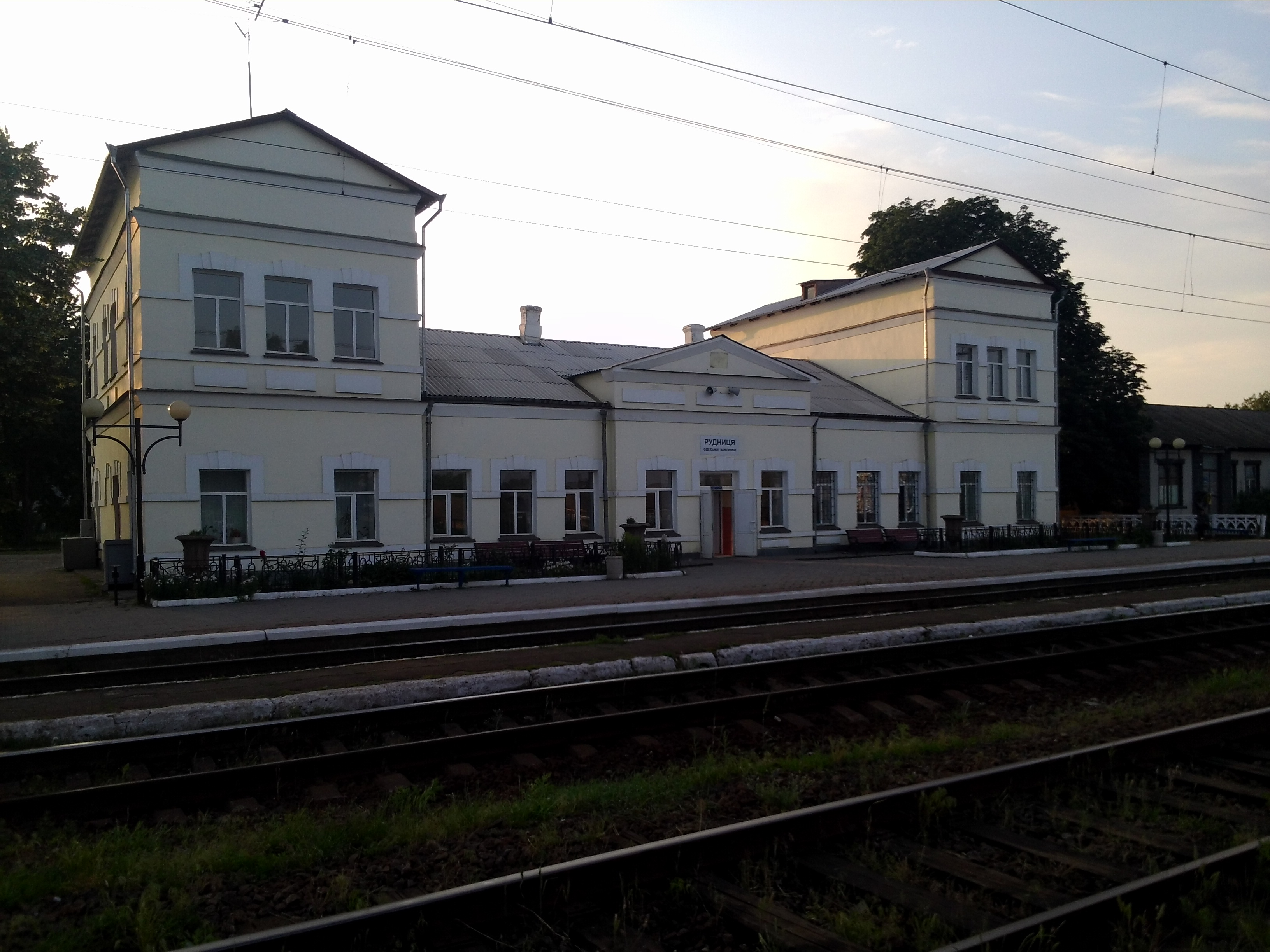
火车站

魯德尼察（烏克蘭語：Рудниця），是烏克蘭西南部文尼察州圖利欽區皮先卡市镇的鎮。距離皮先卡11公里，面積2.4平方公里，海拔高度299米，2011年人口1,175，人口密度每平方公里489.6人。